# .32-20 Winchester

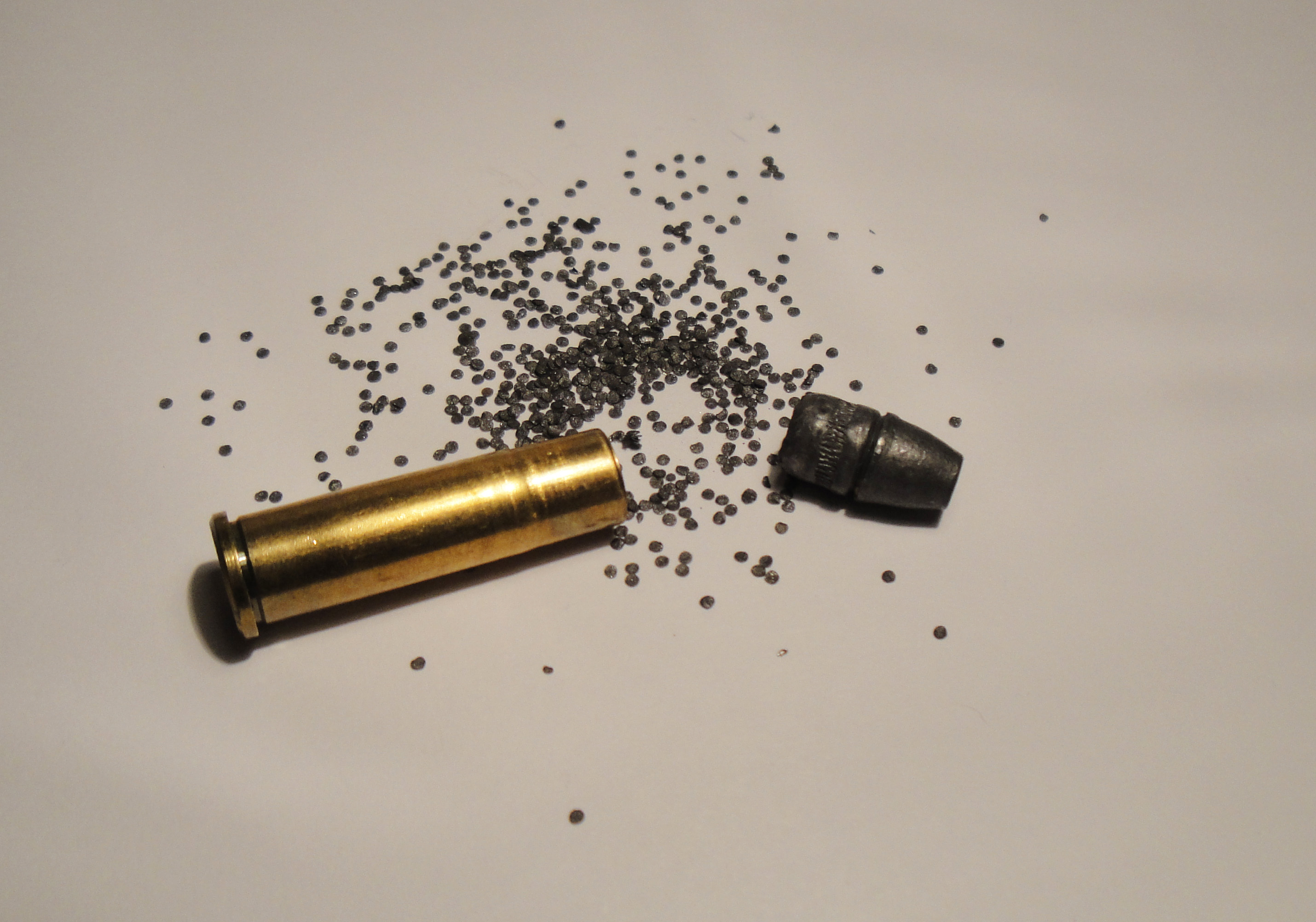
Munición .32-20 WInchester desarmada

El .32-20 Winchester, también conocido como el .32 WCF (Winchester center fire), fue el primer cartucho de caza menor para rifles palanqueros que Winchester produjo, inicialmente cargado con pólvora negra en 1882 la caza de venados y mamíferos menores. Colt produjo un revólveres de acción simple para este cartucho unos cuantos años más tarde.
El nombre .32-20 refiere a la bala calibre .32 de .312-puladas  de diámetro (7.9 ) y cargada con 20 granos de pólvora negra.

## Performance
Fue usado antiguamente para la caza de venados. William Lyman, el diseñador de miras de rifle, lo consideraba un calibre para caza mayor. Sin embargo, actualmente es consdierado demasiado ligero y carente de energía para ser adecuado para la caza de venados.

## Descendencia
El .25-20 Winchester es un .32-20 cuyo cuello fue ajustado para reducir el calibre y el .218 Bee se desarrolló a partir del casquillo del .32-20 Winchester.
El .32-20 puede ser usado para formar munición para el Nagant M1895 removiendo 01 pulgadas del grosor de brocal y pasándole un dado de recarga. (Juego de dados Lee Nagant 3). El casquillo del .32-20 también puede ser usado para crear munición 8mm francés Ordnance para uso en el Modèle 1892 revólver.